# Thule (poble)
Els thule són els antecessors dels inuits del Canadà. Arribaren per Alaska cap a l'any 500 i a Nunavut, Canadà cap a l'any 1000. Un grup d'entre ells poblà Groenlàndia cap al segle xiii. El nom thule prové de Thule (actual Qaanaaq), lloc del nord-oest de Groenlàndia, on es trobaren les primeres restes arqueològiques d'aquesta ètnia. S'alimentaven d'animals marins i terrestres. Reemplaçaren la gent de la cultura Dorset, els darrers dels quals moriren l'any 1902, essent el seu darrer assentament l'illa Southampton. Els assentaments thule d'hivern tenien d'una a quatre cases però els més gran tenien una dotzena de cases i fins a 50 residents. Les cases estaven fetes d'os de balena, també tenien tendes transportables.